# Broszczelowate
Broszczelowate (Philopotamidae) - rodzina owadów wodnych z rzędu chruścików (Trichoptera).
Cechą charakterystyczną larw z tej rodziny jest obecność dużej, skórzastej wargi dolnej, pokrytej licznymi szczecinkami. Jest to przystosowanie od odfiltrowywania zawiesiny organicznej z wody i formowania większych porcji pokarmu. Larwy budują sieci łowne połączone z norkami mieszkalnymi, najczęściej w szczelinach między kamieniami.
W Polsce do tej pory zanotowano występowanie 7 gatunków z trzech rodzajów - wszystkie występują w górach (jedynie broszczel górski wcześniej odnotowywany był na Pojezierzu Pomorskim, można jednak uważać, że obecność tego gatunku to relikt polodowcowy).
Gatunki występujące w Polsce:
- Wormaldia copiosa
- Wormaldia occipitalis
- Wormaldia pulla
- Philopotamus ludificatus
- Philopotamus montanus – broszczel górski
- Philopotamus variegatus
- Chimarra marginata